# Cryptosporium ceuthosporoides
Cryptosporium ceuthosporoides är en svampart som beskrevs av Cooke & Harkn. 1881. Cryptosporium ceuthosporoides ingår i släktet Cryptosporium, divisionen sporsäcksvampar och riket svampar.   Inga underarter finns listade i Catalogue of Life.